# Lister Nunataks
Lister Nunataks är nunataker i Antarktis. De ligger i Östantarktis. Nya Zeeland gör anspråk på området.